# Pietro Ruisi
Pietro Ruisi (Palermo, 6 gennaio 1955) è un allenatore di calcio ed ex calciatore italiano, di ruolo centrocampista.

## Carriera

### Giocatore
Conta una presenza in Serie A nella stagione 1972-1973 con il Palermo, precisamente il 20 maggio 1973, quando entra in campo al 53' della gara disputata sul campo della Ternana (0-0), valida per l'ultima giornata di campionato.
Termina la carriera con il Licata, dove inizia ad allenare.

### Allenatore
Gli esordi risalgono alla seconda metà degli anni ottanta come allenatore in seconda del Licata, che in quegli anni approda in Serie B; in seguito passa alla guida del Messina, prima come allenatore della Primavera e poi subentrando a Giuseppe Materazzi, insieme ad Antonio Colomban, alla guida della prima squadra nelle ultime cinque giornate del campionato di Serie B 1990-1991.
Guida i peloritani per un altro anno prima di proseguire la carriera tra Serie C2 e Campionato Nazionale Dilettanti alla guida di Civitanovese, Taranto, ancora Messina con cui vince il Campionato Nazionale Dilettanti 1997-1998, Trapani, Matera e Juveterranova Gela.
Nel corso della seconda parte degli anni duemila guida le formazioni di Serie D del Bitonto, Sporting Genzano, ancora Matera e Bitonto, e Francavilla; nel corso del 2012 viene chiamato alla guida della formazione Primavera del Palermo, fino a fine stagione.
Nel 2013 è al Licata
Nel 2019-2020 guida in coppia con Roberto Chiappara la Don Carlo Misilmeri- La Braceria, formazione dell'Eccellenza siciliana.

## Palmarès

### Giocatore

#### Competizioni nazionali
- Campionato italiano Serie C2: 1

Licata: 1984-1985

### Allenatore

#### Competizioni nazionali
- Campionato Nazionale Dilettanti: 1

Messina: 1997-1998